# Юпітер Доліхен
Юпітер Доліхен — римське божество, культ якого поширився в Римській імперії з початку II до середини III століття нашої ери. Повна назва Юпітер Найкращий Величний Доліхен (Jupiter Optimus Maximus Dolichenus). Подібно до інших фігур таємничих культів, Юпітер Доліхен належав до так званих «східних» богів. Ці культи були римськими інтерпретаціями та адаптаціями іноземних божеств, створеними для того, щоб легітимізувати їх у Римі та відрізняти від традиційних римських богів.
Як і інші таємничі культи, культ Юпітера Доліхена здобув популярність у Римській імперії як доповнення до відкритої «публічної» релігії основного римського суспільства. На відміну від публічних культів, храми Юпітера Доліхена були закритими для сторонніх, а прихильники повинні були пройти обряди ініціації, щоб бути прийнятими як послідовники. Через це відомо дуже мало про вірування та практики цього культу. Інформація про нього базується на окремих археологічних, іконографічних та епіграфічних знахідках.
Культ став популярним у II столітті н. е., досягнувши піку за династії Северів на початку III століття, після чого швидко зник. Відомо щонайменше про 19 храмів, зокрема два відкритих у 2000 році, які були збудовані в Римі та провінціях. Однак, попри помітну присутність, популярність культу Юпітера Доліхена була значно меншою, ніж у подібних східних культів, таких як культ Мітри, Ісіди чи Кібели.

## Історія

### Римське уявлення про «східні» культи

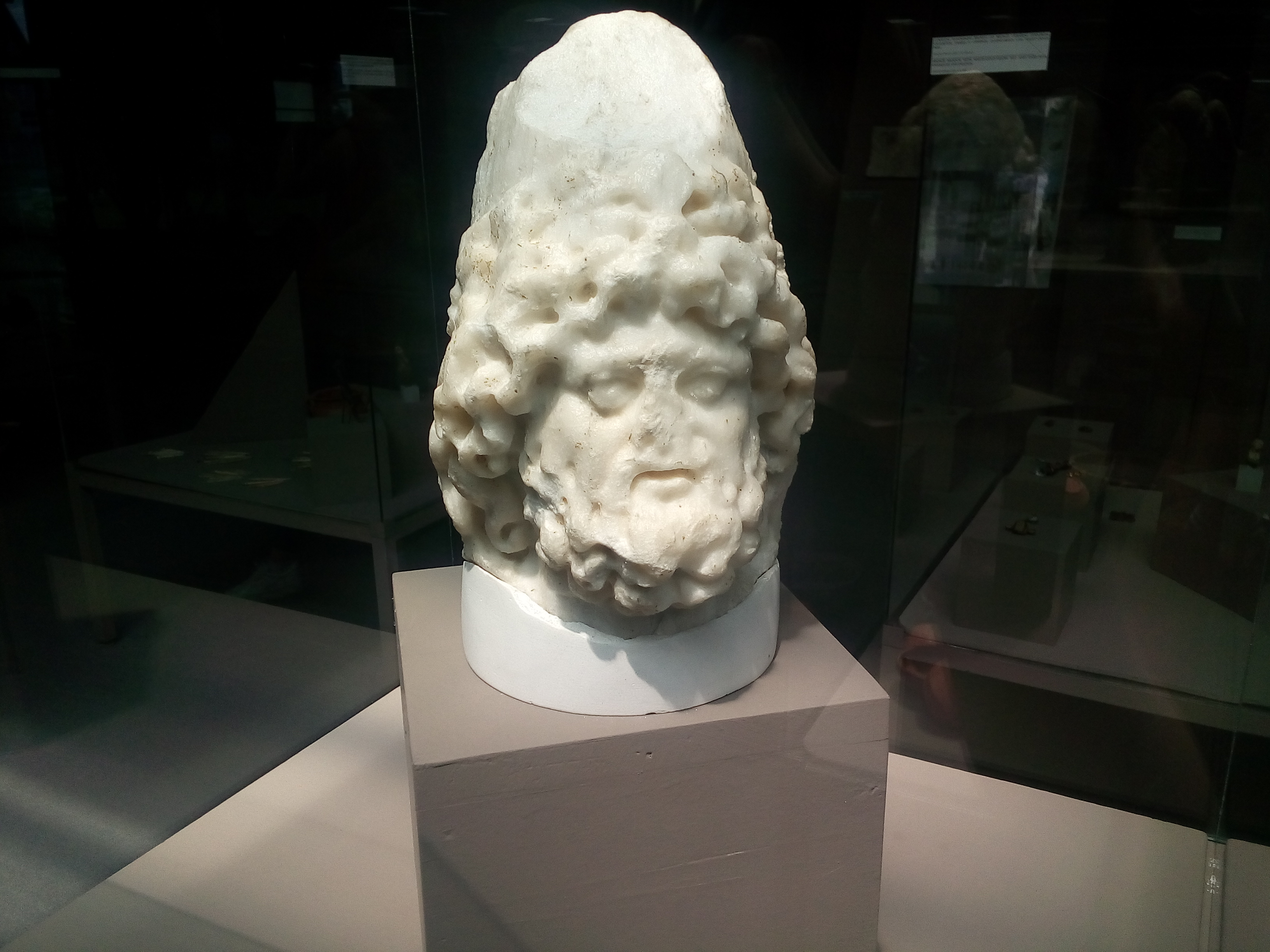
Скульптура Бога Юпітера Доліхена, Археологічний музей у Кладово

До кінця XX століття вважалося, що Юпітер Доліхен є безпосереднім продовженням стародавніх східних культів. Його культ асоціювали з традиціями семітських богів, шанованих у Коммагені. Проте сучасні дослідження показують, що таке уявлення було здебільшого поверхневим і базувалося на уявленнях римлян про «східних» богів, часто перебільшених або вигаданих.
Це також стосується культу Юпітера Доліхена. Археологічні знахідки в Доліхе свідчать про те, що римляни експортували до цього регіону власні матеріали, через що межа між місцевим і римським культом стирається. Незважаючи на це, у свідомості римлян Юпітер Доліхен залишався «сирійським» богом, і саме це уявлення визначало його значення в Римській імперії.

### Походження і рання історія культу
Перші сліди культу Юпітера Доліхена з'являються на початку II століття, можливо, внаслідок контактів між римськими та коммагенськими військами під час їхніх спільних кампаній проти Понтійського царства в 64 році до н. е.
Перше відоме римське свідчення про культ — це напис із Ламбезіса в Нумідії (сучасний Алжир), де римський командир присвятив вівтар Юпітеру Доліхену у 125 році нашої ери. Наступні згадки з'являються в Римі за правління Марка Аврелія (161—180), коли храм Юпітера Доліхена було збудовано на Целійському пагорбі. Культ також поширився на територію Германії, де у 191 році центуріон VIII легіону Августа спорудив вівтар на території Германії Верхньої.
Культ досяг свого піку за часів династії Северів (193—217), хоча ідея, що ця династія активно підтримувала культ через своє сирійське походження, зараз вважається помилковою.

### Занепад і кінець культу
Культ Юпітера Доліхена, на відміну від інших східних культів, залишався тісно пов'язаним із його «сирійським» корінням, що зрештою стало однією з причин його занепаду. Після вбивства імператора Александра Севера в 235 році почалася «Іллірійська реакція», спрямована проти всього, що асоціювалося з сирійською династією. Під час правління Максиміна Фракійця (235—238) храми Юпітера Доліхена на Рейні та Дунаї були зруйновані.
Однак навіть після цих подій культ продовжував існувати ще деякий час. Останній відомий храмовий напис датується правлінням Галієна (253—268) і знайдений на Есквілінському пагорбі.

### Остаточний занепад
У 253 або 256 році Сасанідський цар Шапур I захопив і зруйнував Доліхе. Втрата головного святилища Юпітера Доліхена призвела до остаточного занепаду культу. Бог, чиє ім'я і значення були тісно пов'язані з Доліхе, втратив свою сакральність і вплив. Культ не зміг адаптуватися до нових умов через надмірну локалізацію і відсутність універсальності, яка була притаманна іншим римським божествам.
Так завершилася історія одного з багатьох римських «східних» культів, який, незважаючи на локальний успіх, не зміг стати частиною загальноімперської релігії.

## Мистецтво та іконографія

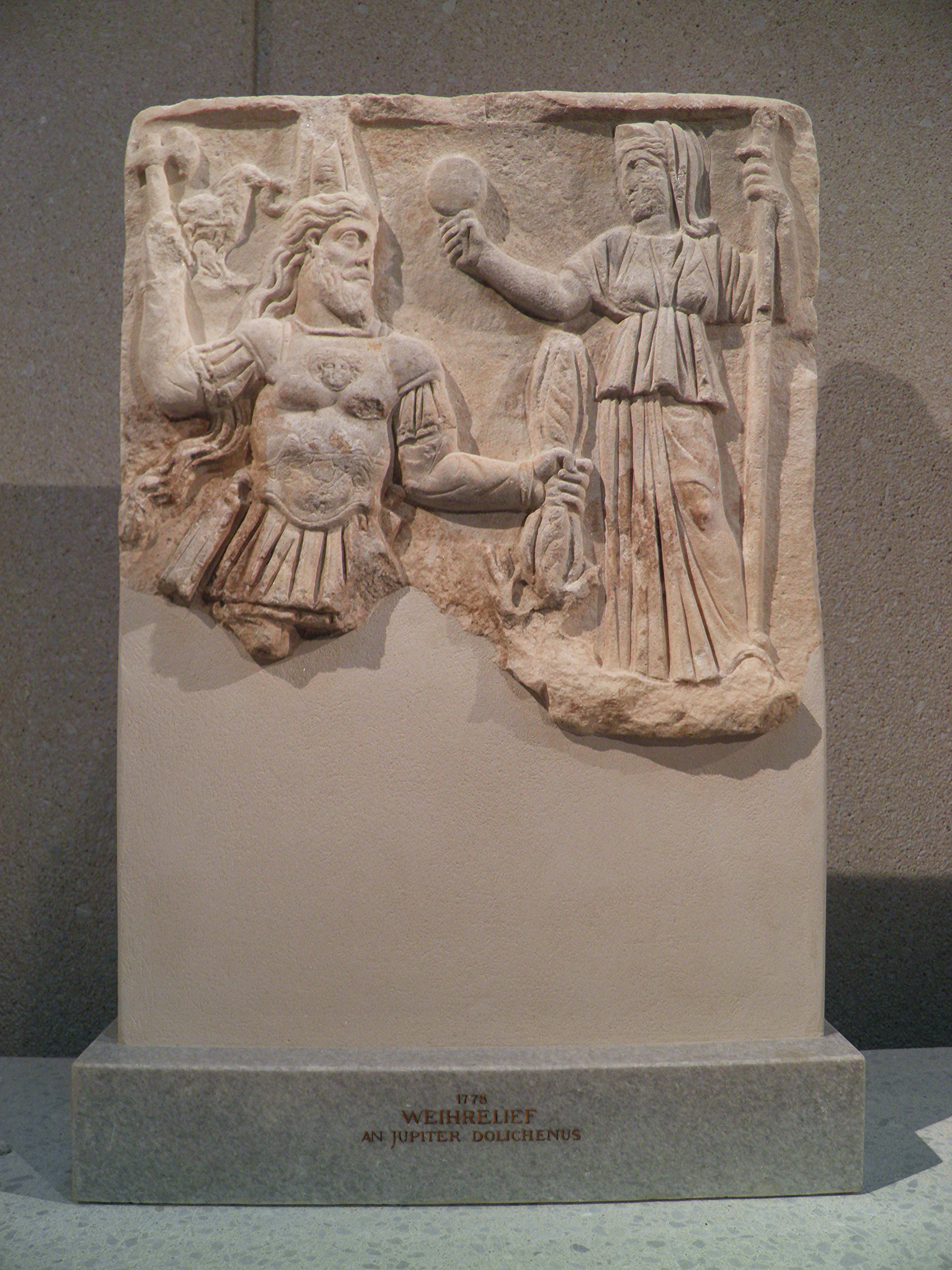
Барельєф Юпітеру Доліхену (зліва, з подвійною сокирою та блискавкою) та Юноні Доліхені (справа, з дзеркалом і скіпетром). Рим, 3 ст.

Образ Юпітера Доліхена відрізняється від традиційного зображення Юпітера. Хоча деякі атрибути, як-от блискавка, борода чи орел, залишаються незмінними, загалом божество поєднує «східні» та елліністичні елементи.
Юпітер Доліхен завжди зображувався в військовому облаченні — у кірасі, що символізувало силу й царську велич, а не обов'язково зв'язок із армією. Кірасу часто використовували в елліністичному мистецтві для позначення божественності. Божественна зброя Юпітера Доліхена — це здебільшого двосічна сокира (labrys), пов'язана з царями Фракії та Малої Азії, а не зі звичайними воїнами.
Згідно з римськими традиціями, Юпітер Доліхен також носить фригійський ковпак і штани, що підкреслює його «східну» природу.
Особливістю іконографії Юпітера Доліхена є те, що він майже завжди зображується стоячи на спині бика. Хоча точне значення цього символу невідоме, це, ймовірно, було важливою частиною міфу культу. Бик асоціювався з силою, мужністю та родючістю і, ймовірно, також із богинею перемоги Нікою (Вікторією). У храмах культів Юпітера Доліхена часто використовували зображення биків. Наприклад, у храмі в Цугмантелі (сучасний Таунусштайн, Німеччина) стіл вівтаря підтримували ніжки у формі двох биків.
Юнона Доліхена, консорт Юпітера Доліхена, зображувалася верхи на олені, що символізувало царську природу. У Крой-Гіллі її іноді зображували стоячи на корові, яка асоціювалася з материнством.

## Храми

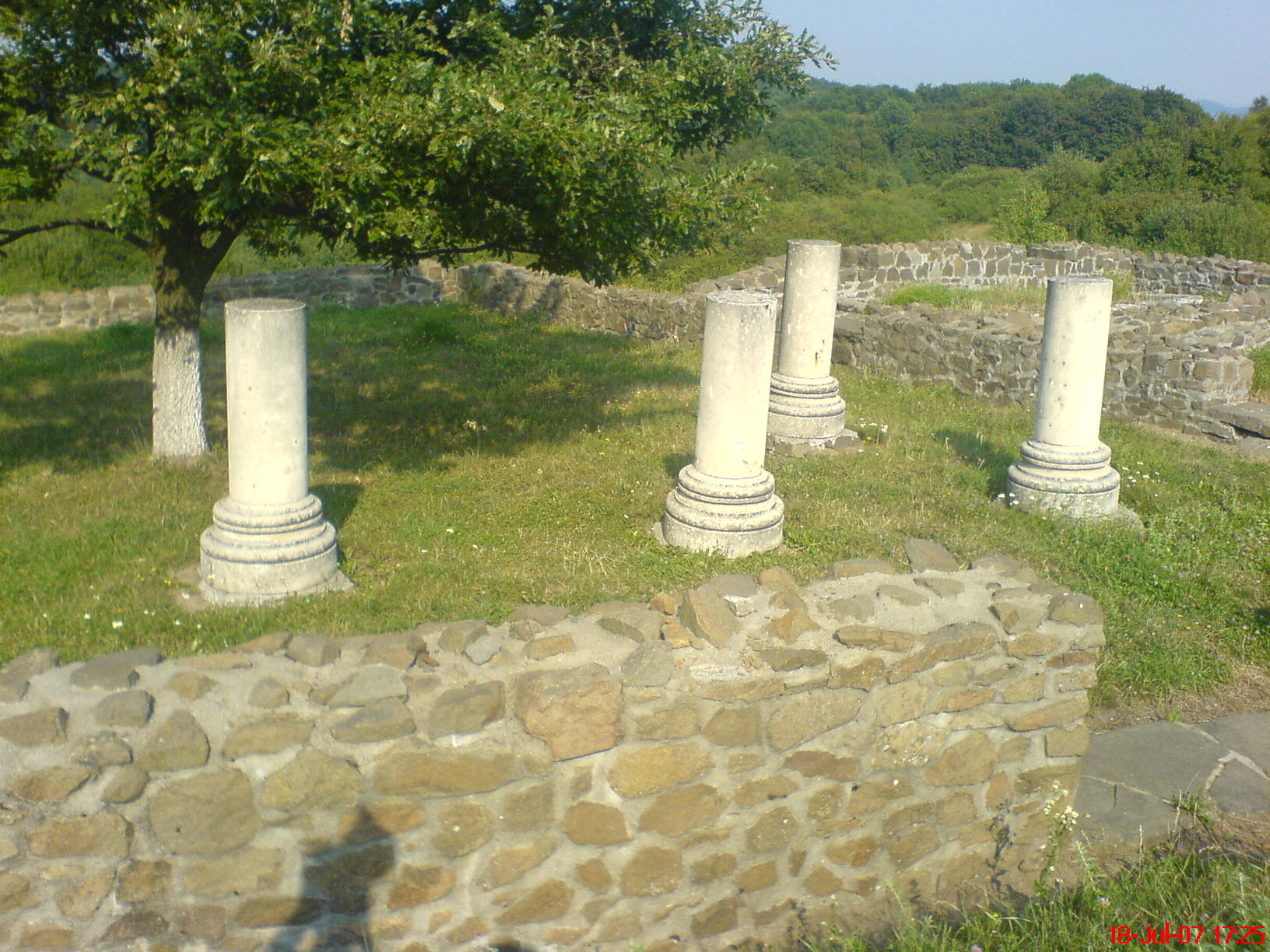
Храм Юпітера Оптимуса Максима Доліхена в Поролісумі, Дакія.

Храми Юпітера Доліхена, відомі як доліхени (сучасний термін, запроваджений археологами), не були класичними римськими храмами з прямокутною колонадою на підвищенні. Вони мали притвор і целлу із центральним нефом, який закінчувався високим вівтарем. Як і мітреуми (храми Мітри), доліхени зазвичай були прямокутними та не мали вікон.
Проте доліхени не мали типових для мітреїв лавок для ритуальних трапез. Наприклад, подіум у храмі на Авентинському пагорбі, за інтерпретацією дослідника Штайнбі, міг бути платформою для посвячень.

### Відомі храми
Археологічні залишки храмів або святинь Юпітера Доліхена знайдено в таких місцях:
- Рим:
  - Авентин (пагорб) (сучасна Via di S. Domenico).
  - Есквілінський пагорб (згадки походять із написів поблизу площі Вітторіо Емануеле II).
- Нумідія:
  - Ламбеcіс (поблизу сучасного Батна, Алжир).
- Сирія:
  - Дура-Европос (поблизу Калат-ес-Саліх, Сирія).
- Крим:
  - Храм Юпітера Доліхена (Балаклава) — Херсонес, Боспорська держава (поблизу сучасного Балаклава/Севастополь, Україна).
- Дакія:
  - Апулум[en] (сучасна Алба-Юлія, Румунія).
  - Пороліссум[en] (поблизу сучасного Залеу, Румунія).
- Паннонія:
  - Ветус Саліна (поблизу сучасного Адоні, Угорщина).
  - Брігецій (сучасний Комаром, Угорщина).
  - Герулата (сучасна Русовце, Словаччина).
- Норик:
  - Карнунт (поблизу Петронелль-Карнунтум, Австрія).
  - Беліандрум (сучасний Фельдкірхен (Каринтія), Австрія).
  - Вірунум (поблизу Маріацелль, Каринтія, Австрія).
- Реція:
  - Ветоніана (поблизу Айхштет, Німеччина).
- Германія:
  - Кельн (Colonia Claudia Ara Agrippinensium, Нижня Германія).
  - Ніда[en] (сучасний Геддесгайм).
  - Кастель Штокштадт (сучасний Штокштадт-ам-Майн).
  - Кастель Цугмантель[de] (сучасний Таунусштайн).
- Британія:
  - Віндоланда[en] (поблизу сучасного Хексем, Нортамберленд, Велика Британія).
- Нижня Германія:
  - Адуатука[en] (сучасний Тонгерен, Бельгія), напис знайдено під базилікою Богоматері в Тонгерені.

Більшість храмів, окрім римських, розташовані в прикордонних районах Римської імперії.